# ستوجاننا (استان لهستان بزرگ‌تر)

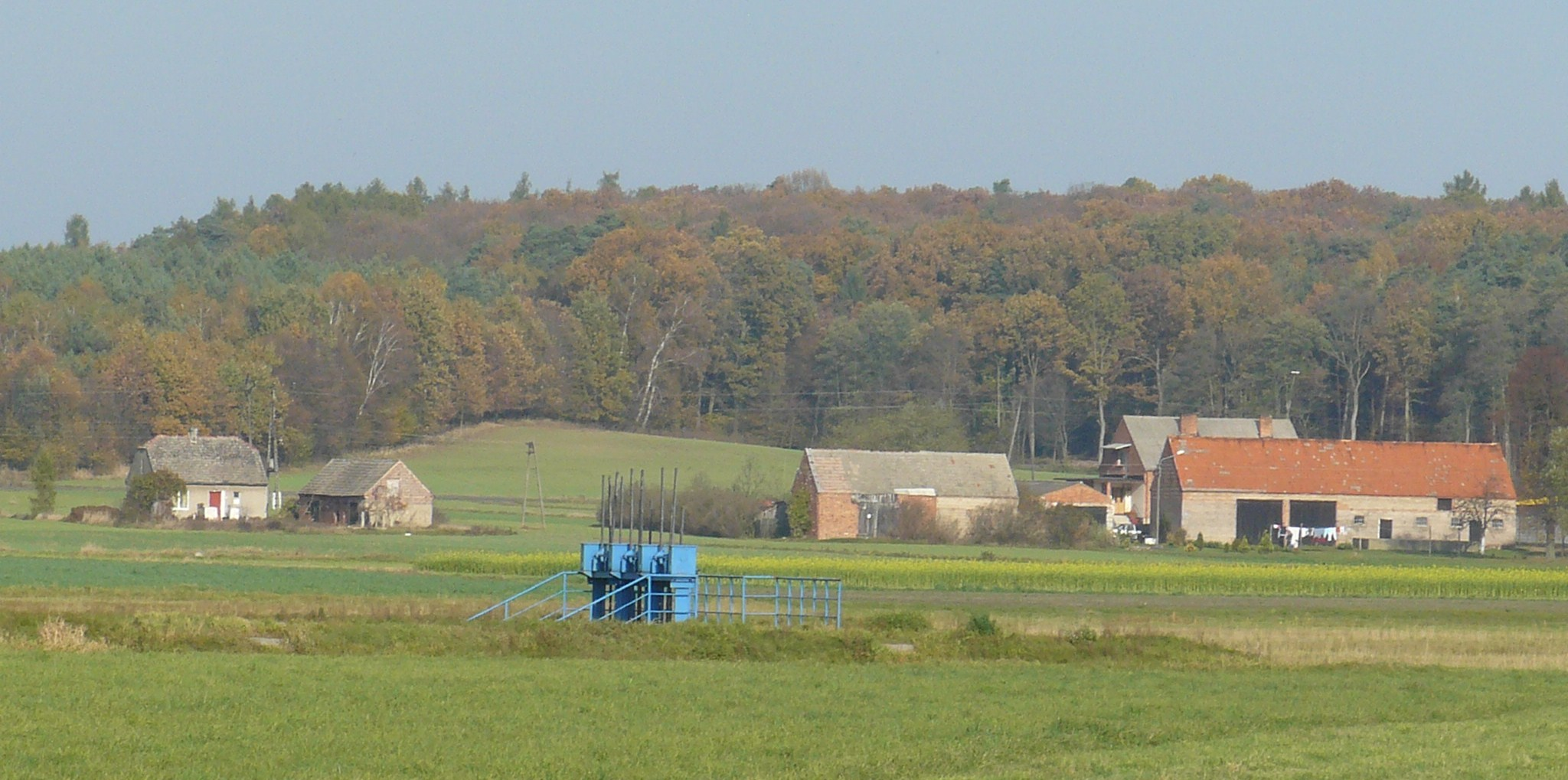
دره اوبرا در روستا ستوجاننا

ستوجاننا (به لهستانی:  Studzianna) یک روستا در لهستان است که در گمینا بورک ویلکوپولسکی واقع شده‌است.